# Carminati & Toselli
La Carminati & Toselli è stata un'importante società milanese produttrice di rotabili tranviari e ferroviari che cessò la sua attività nel 1935 dopo aver fornito materiale di trazione e rimorchiate a numerose ferrovie e tranvie italiane.

## Storia

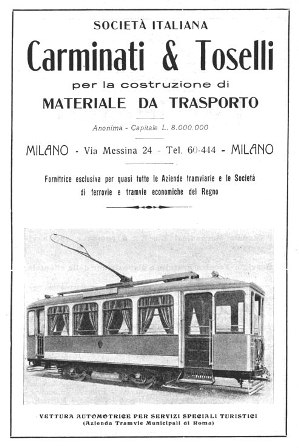
Pubblicità d'epoca

La società venne fondata a Milano il 26 gennaio 1899 con lo scopo di costruire materiale rotabile e fisso per ferrovie e tranvie ed offrire manutenzione ed assistenza tecnica relativa. Era il periodo in cui si stava procedendo alla trasformazione di molte linee tranviarie a trazione ippica e pertanto era necessario acquistare sul mercato italiano nuove motrici a vapore o elettriche.
Presto la ditta si affermò e nel 1907 con l'ingresso di nuovi soci si trasformò in Società Italiana Carminati Toselli. La produzione si estese ulteriormente e portò ad una estensione degli stabilimenti di Milano.
Nonostante il rallentamento del periodo della prima guerra mondiale la Carminati & Toselli raggiunse all'inizio del 1920 la forza lavorativa di oltre 1300 persone. Molte delle realizzazioni venivano fornite alla Rete tranviaria di Milano.
Con l'avvento del fascismo la società iniziò la parabola discendente ed entrò in crisi irreversibile. Nel 1935 la società venne sciolta e gli impianti dismessi.
L'edificio un tempo sede dell'azienda è stato trasformato in sede per mostre ed eventi con il nome di "Fabbrica del vapore". Situato all'angolo tra le vie Procaccini e Messina, mantiene le iscrizioni e i fregi in stile liberty che richiamano il periodo in cui l'azienda era operativa.

## Settori di attività

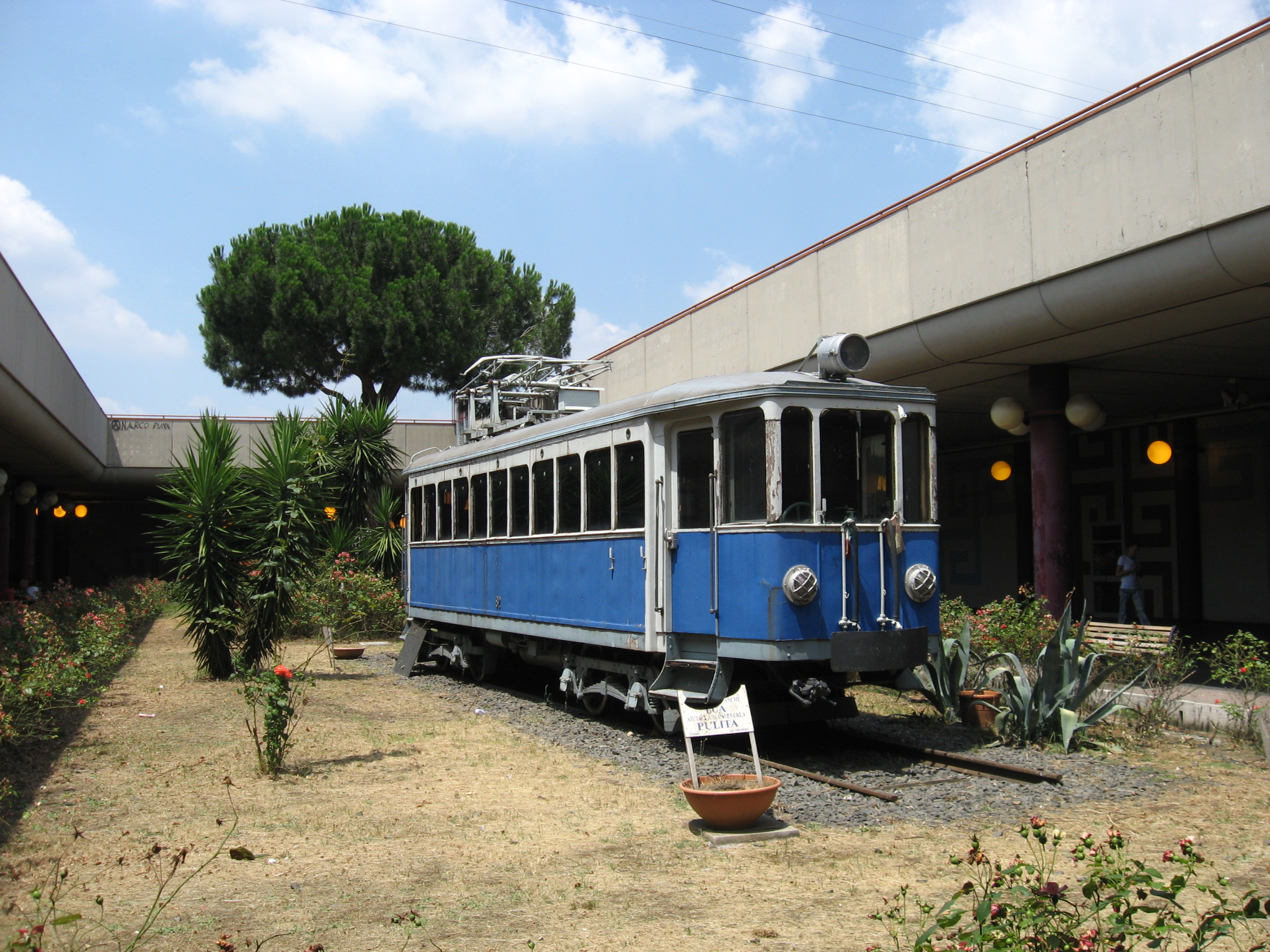
Tram di produzione Carminati & Toselli esposta come monumento a Roma

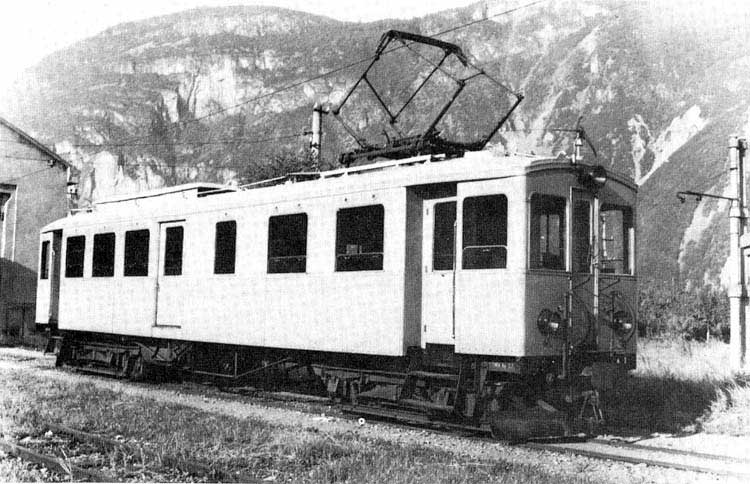
Elettromotrice della Ferrovia della val di Fiemme

La produzione Carminati & Toselli era prevalentemente incentrata sulla costruzione di casse e telai per veicoli tranviari e ferroviari destinati a ferrovie in concessione.
La collaborazione con il TIBB portò alla fornitura congiunta di numerose elettromotrici dalle caratteristiche linee squadrate dell'epoca.
Fra le più note realizzazioni si ricordano:
- Tram a carrelli tipo 1928 per l'ATM di Milano
- Materiale di trazione e rimorchiato per la Ferrovia Spoleto-Norcia
- Carrozze e rimorchiate per automotrici per le Ferrovie Calabro Lucane[3]
- Elettromotrici e rimorchiate per la Ferrovia della Val di Fiemme
- Automotrici M1 per le Ferrovie Calabro Lucane e per le Ferrovie Complementari della Sardegna
- 18 locomotori elettrici e 9 elettromotrici e diverso materiale rimorchiato per la Ferrovia Sangritana e per la Ferrovia Porto San Giorgio-Amandola[4]
- 8 locomotori elettrici per la Ferrovia Roma-Lido[4]
- Elettromotrici e rimorchiate per la Ferrovia Pescara-Penne
- Elettromotrici ABDe 4/4, rimorchiate e carri merci per la Ferrovia Domodossola-Locarno
- Elettromotrici e rimorchiate per la Ferrovia Rimini-San Marino
- Carrozze passeggeri per le Ferrovie del Sud Est
- Rimorchiate per la rete tranviaria di Como
- Elettromotrici ad accumulatori per la Compagnia Generale dei Tramways Piemontesi
- Un locomotore elettrico, quattro elettromotrici e sette carrozze per la ferrovia Pisa-Tirrenia-Livorno
- Elettromotrici serie 21-24 per le Tramvie Elettriche Bresciane